# アルブレヒト3世 (バイエルン公)

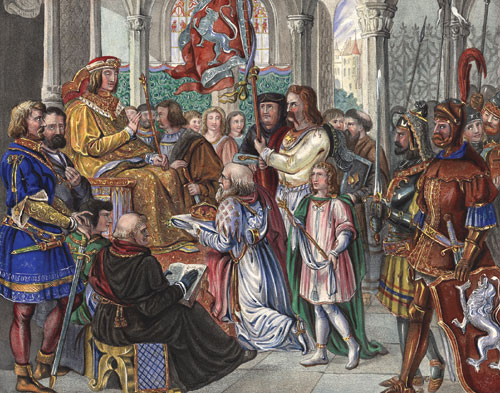
ボヘミア王位を拒絶するアルブレヒト3世(19世紀の絵画より)

アルブレヒト3世（Albrecht III., 1401年3月27日 - 1460年2月29日）は、上バイエルン＝ミュンヘン公。エルンストと妻エリザベッタ・ヴィスコンティの子。

## 生涯
1429年にヴュルテンベルク伯エーバーハルト3世の娘エリーザベトと婚約していたが、密かにアグネス・ベルナウアーと結婚した。激怒した父は1435年10月にアグネスを殺害、アルブレヒト3世は上バイエルン＝インゴルシュタット公ルートヴィヒ7世の元に逃げ込んだが、11月に和解、1437年にブラウンシュヴァイク＝グルベンハーゲン公エーリヒ1世の娘アンナと結婚。翌1438年、父が死去して上バイエルン＝ミュンヘン公となった。1440年、ボヘミア王即位を薦められたが、拒絶した。
1455年、アンデクスにベネディクト会修道会を設立。1460年にミュンヘンで死去した後、アンデクスに埋葬された。

## 家族
アンナとの間に10人の子が生まれた。
1. ヨハン4世（1437年 - 1463年）
2. エルンスト（1438年 - 1460年）
3. ジギスムント（1439年 - 1501年）
4. アルブレヒト（1440年 - 1445年）
5. マルガレーテ（1442年 - 1479年） - マントヴァ侯フェデリーコ1世・ゴンザーガと結婚。
6. エリーザベト（1443年 - 1486年） - ザクセン選帝侯エルンストと結婚。
7. アルブレヒト4世（1447年 - 1508年）
8. クリストフ（1449年 - 1493年）
9. ヴォルフガング（1451年 - 1514年）
10. バーバラ（1454年 - 1472年）